# Euroeslavisme

Mapa de la Unió Europea i els països de parla eslava. Els països eslaus de la UE en blau, altres països de la UE en blau clar i països eslaus que no són de la UE en blau reial.

L'Euroeslavisme és un concepte polític del qual va evolucionar del paneslavisme. Té com a objectiu resoldre problemes dels eslaus a la Unió Europea. Els euroeslaus promouen la cooperació i la unitat entre els pobles eslaus, cosa que es pot aconseguir a través de l'integració europea.
Va obtenir forma a partir d’una branca més gran i més antiga de l'ideologia del paneslavisme. Es considera que l'euroslavisme és una forma moderna dels moviments d'austroeslavisme i neoeslavisme.

## Història
Els seus orígens van arribar a mitjan segle xix. Per primer cop proposat pel polític liberal txec Karel Havlíček Borovský el 1846, com a austroeslavisme, es va convertir en un programa polític provisional pel polític txec František Palacký i completat pel primer president de Txecoslovàquia Tomáš Garrigue Masaryk en la seva obra Nova Europa: punt de vista eslau.

## Característiques
Els euroeslaus promouen la cooperació entre eslaus en igualtat de condicions per tal de resistir les tendències multiculturals de l'Europa Occidental i la posició dominant d'Alemanya dins de la UE. El típic és un fort alè de democràcia i valors democràtics. La seva opinió és que tot estat té el dret de decidir de fer-se fa membre de la Unió Europea. S'oposen a l'exclusió de Rússia de l'àrea cultural europea. A llarg termini consideren que és possible crear una comunitat eslava unida sense domini rus.